# Rathaus (Hersbruck)

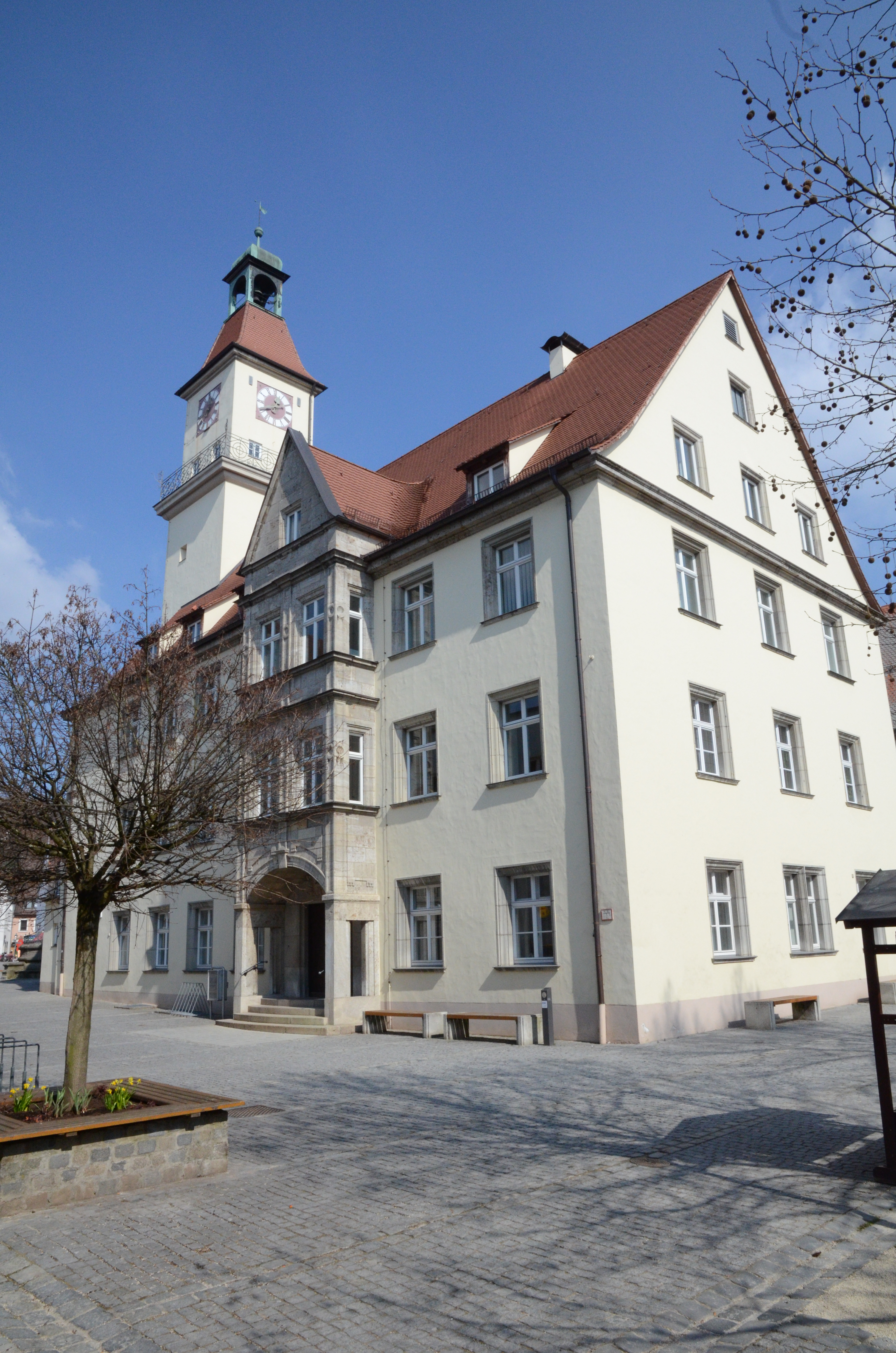
Rathaus in Hersbruck

Das Rathaus in Hersbruck, einer Stadt im mittelfränkischen Landkreis Nürnberger Land in Bayern, ist im Kern ein Bau des 13. bis 18. Jahrhunderts. Das Rathaus mit der Adresse Unterer Markt 1 ist ein geschütztes Baudenkmal. 
Der dreigeschossige freistehende Satteldachbau mit Turm hat einen Portalvorbau, auf dem ein zweigeschossiger Erker steht.
Nach den Zerstörungen im Zweiten Weltkrieg erfolgte der Wiederaufbau in den Jahren 1946 bis 1952.